# Cañada de las Piedras (Arroyo del Sauce)
Der Cañada de las Piedras ist ein Bach in Uruguay.
Er verläuft auf dem Gebiet des Departamentos Soriano. Er mündet als rechtsseitiger Zufluss in den Arroyo del Sauce.